# Satin Whale
Satin Whale war eine deutsche Progressive-Rock-Band, die im Januar 1971 in der Gegend um Köln-Bonn entstand.

## Geschichte
Die drei Gründungsmitglieder Brück, Schättgen und Dellmann waren schon einige Jahre als Musiker aktiv gewesen. Nach der Erweiterung auf ein Quartett im Sommer 1972 durch Gitarrist Roesberg wurde 1973 ein erstes Album eingespielt, das allerdings erst im Jahr darauf bei dem Label Brain veröffentlicht wurde. Beim SWF-3-Wettbewerb „Rocksound 74“ erreichten sie den ersten Platz. Zwischen 1974 und 1981 entstanden insgesamt sieben Alben, davon ein Live-Doppelalbum und die Filmmusik zu Die Faust in der Tasche. Im November 1974 hatte Wolfgang Hieronymi als Schlagzeuger Schättgen ersetzt. Bis 1980 blieb die Formation so zusammen; auf der letzten LP von 1981 war nur noch Brück von der Originalbesetzung dabei, Dieter Roesberg wirkte bei 2 Songs als Gastmusiker mit. Auch auf der letzten Tour 1981 stieg Dieter Roesberg nochmals als Gitarrist in die laufende Tournee ein und ersetzte Ebo Wagner.
Musikalisch wandten sich die Mitglieder nach Anfängen, die sehr lange Tracks mit elegischen Keyboard- und Flötenpassagen und aufwändigen Arrangements beinhalteten, später eher herkömmlichen Songformaten zu. Neben zahlreichen Auftritten in Deutschland (u. a. mit The Sweet) spielte die Band auch in den Niederlanden und (vom Goethe-Institut bewerkstelligt) in Polen.
Dellmann, Roesberg und Hieronymi gründeten nach der Auflösung der Band die Gruppe Gänsehaut, deren Alben von Thomas Brück produziert wurden.

## Diskografie
LPs
- 1974: Desert Places (Brain)
- 1975: Lost Mankind (Nova)
- 1977: Whalecome (Doppel-Live, Nova)
- 1977: As a Keepsake (Nova)
- 1978: A Whale of a Time (Strand)
- 1979: Die Faust in der Tasche (Soundtrack, Strand)
- 1979: On Tour (Compilation, z. T. mit alternativen/remixten Versionen, Strand)
- 1980: Rock in Deutschland Vol. 5 (Compilation mit Albumtracks, Strand)
- 1981: Don't Stop the Show (Polydor)